# História da arte (disciplina)
História da arte ou ciência da arte, é um ramo do conhecimento histórico que examina a arquitetura, a escultura, a gravura, a pintura e as artes aplicadas – as artes visuais e as artes plásticas foram gradualmente alargando os seus limites por forma a incluir novos tipos de expressão como o cinema, a fotografia, a cenografia, a instalação, as artes multimédia, as artes gráficas e a performance. O espectro do trabalho histórico da arte e da ciência da arte varia desde análises formais e iconográficas, estilísticas e materiais até teoria do design, prática artística e investigações estéticas de percepção até interpretações sociais e políticas da arte e arquitetura nos seus contextos locais, regionais e globais, e artistas, contribuindo para a compreensão da criação artística do passado e do presente. Integra-se no campo das designadas ciências sociais e humanas, e encontra apoio disciplinar em áreas próximas como a História (social, económica e política), a Filosofia (estética), a Psicologia (da perceção), a Antropologia, a Sociologia e a Geografia. Foca-se no domínio e interpretação critica(os) das principais metodologias, problemáticas e conceitos da investigação histórico-artística, desde a arte pré-histórica à arte contemporânea.
Se bem que as ideias sobre a definição de arte tenham sofrido mudanças ao longo do tempo, o campo da história da arte tenta categorizar as mudanças na arte ao longo do tempo e compreender melhor a forma como a arte modela e é modelada pelas perspectivas e impulsos criativos dos seus praticantes.[carece de fontes?]
Encontramos estas questões perante colecções de objectos e práticas desde a Antiguidade Mediterrânica (Xenócrates de Sicião (1° metade do século III a.C.), Plínio, o Velho, Abhinavagupta ), China antiga (Confúcio, Xie He, Su Shi), Islão medieval (Al-Kindi, Al-Farabi, Avicena), até ao Renascimento (Dante, Cennini, Ghiberti, Alberti, Leonardo da Vinci, Vasari) bem como, desde então, nas diversas tradições de escritos e discussões sobre arte, como crítica de arte, tratados de artistas, antiquários, viajantes, etc. É no contexto da renovação das questões científicas do século XVIII (em particular com Winckelmann, Rumohr e  Burckhardt), que a história da arte ganha forma, paralelamente ao desenvolvimento da arqueologia, bibliotecas e museus públicos no Ocidente (em cada quadro nacional emergente), como especialidade de filosofia e de história complementar ao estudo de textos, da literatura.

## Estudo académico
Johann Joachim Winckelmann, no século XVIII, estabeleceu os fundamentos para o estudo da história da arte. Mas esse tipo de história só se tornou uma disciplina acadêmica a partir de 1844, na Universidade de Berlim.[carece de fontes?]
Abordagens sobre a história da arte, no século XIX:
- Contexto social da arte: ver Jacob Burckhardt;
- Aspectos formais da arte: ver Heinrich Wölfflin

No século XX, Erwin Panofsky rejeita o formalismo de Wölfflin em seus estudos de iconografia. Ernst Gombrich, foi uma figura importante nessa área, com sua popular divulgação da História da Arte (1950) e seu relativismo cultural. Em recentes tendências dos estudos históricos de arte, a partir dos anos de 1980, houve uma valorização das ideologias de determinados grupos sociais, como os estudos feministas por exemplo.

## Introdução aos grandes momentos da história da arte

### Arte rupestre
A arte rupestre é a primeira demonstração de arte que se tem notícia na história humana. Seus vestígios datam de antes do desenvolvimento das grandes civilizações e tribos, como as do Antigo Egito. Esse tipo de arte era caracterizado por ser feito com materiais como terra vermelha, carvão, e pigmentos amarelos (retirados também da terra). Os desenhos eram realizados em peles de animais, cascas de árvores e em paredes de cavernas. Retratavam animais, pessoas, e até sinais. Havia cenas de caçadas, de espécies extintas, e em diferentes regiões. Apesar do desenvolvimento primitivo, podem-se distinguir diferentes estilos, como pontilhado (o contorno das figuras formado por pontos espaçados) ou de contorno contínuo (com uma linha contínua marcando o contorno das figuras).
Apesar de serem vistas como mal-feitas e não-civilizadas, as figuras podem ser consideradas um exemplo de sofisticação e inovação para os recursos na época.
Não existem muitos exemplos de arte-rupestre preservada, mas com certeza o mais famoso deles é o das cavernas de Lascaux, na França.

### Características da arte na pré-história e suas diferenças com a arte na atualidade
As características da arte na pré-história podem ser inferidas a partir dos povos que vivem actualmente ou viveram até recentemente na pré-historia (por exemplo, os aborígenes, os índios). Na pré-história, a arte não era algo que pudesse ser separada das outras esferas da vida. Ela não se separava dos mitos, da economia, da política, e essas actividades também não eram separadas entre si. Todas essas esferas formavam um todo em que tudo tinha que ser arte, ter uma estética, porque nada era puramente utilitário, como são hoje um abridor de latas ou uma urna eleitoral. Tudo era ao mesmo tempo mítico, político, económico e estético. E todos participavam nessas coisas.
A arte como uma palavra que designa uma esfera separada de todo o resto só surgiu quando surgiram as castas, classes e Estados, isto é, quando todas aquelas esferas da vida se tornaram especializações de determinadas pessoas: o governante com a política, os camponeses com a economia, os sacerdotes com a religião e os artesãos com a arte. Só aí é que surge a arte "pura", separada do resto da vida, e a palavra que a designa.
Mas antes do renascimento, os artesãos eram muito ligados à economia, muitos eram mercadores e é daí que vem a palavra "artesanato". Então a arte ainda era raramente separável da economia (embora na Grécia antiga, a arte tenha chegado a ter uma relativa autonomia), por isso, a palavra "arte" era sinónimo de "técnica", ou seja,"produzir alguma coisa" num contexto urbano. No renascimento, alguns artesãos foram sustentados por nobres, os mecenas (os Médicina, por exemplo), apenas para que produzissem arte, uma arte realmente "pura". Surgiu então a arte como a arte que conhecemos hoje, assim como a categoria daqueles que passaram a ser chamados de "artistas".

## Esquema de periodização
O campo de arte se tornou bastante abrangente e pode ser subdividido da seguinte maneira:
| - Arte dos povos germânicos - Arte visigótica - Arte hibérnico-saxónica - Arte anglo-saxónica | - Arte merovíngia - Arte carolíngia - Arte otoniana |

| - Cubismo - Abstraccionismo - Construtivismo russo - De Stijl ou (Neoplasticismo) | - Bauhaus - Suprematismo - Raionismo - Realismo socialista |

| - Pós-modernidade - Pop art - Op art | - Minimalismo - Neoconcretismo - Massurrealismo - Desconstrutivismo | - Arte conceptual - Happening - Fluxus - Videoarte - Performance | - Instalações - Land art - Realismo socialista |

## Por localização geográfica
Ver também: Arte etnográfica
| Arte europeia |
| Arte africana |
| Arte berbere \| Arte mourisca |
| Arte asiática |
| Arte do Próximo Oriente: Arte islâmica Arte do Extremo Oriente: Arte chinesa (Cerâmica) \| Arte japonesa (arquitetura \| cerâmica) \| Arte tibetana \| Arte indiana |
| Arte americana |
| Arte pré-colombiana: (Mesoamérica) - Arte olmeca \| Arte tolteca \| Arte maia \| Arte azteca \| (Andes) - Arte inca Arte norte-americana: Arte índia                |
| Arte oceânia |
| Arte aborígene |

### Temas gerais
- Arte
- História
- Estética
- Cultura
- Movimentos culturais

### História das artes
- História da arte ocidental
- História da arte no Brasil
- História da arte em Portugal
- História da arquitectura
- História do cinema
- História da pintura
- História da música
- História da História